# Saratov Airlines

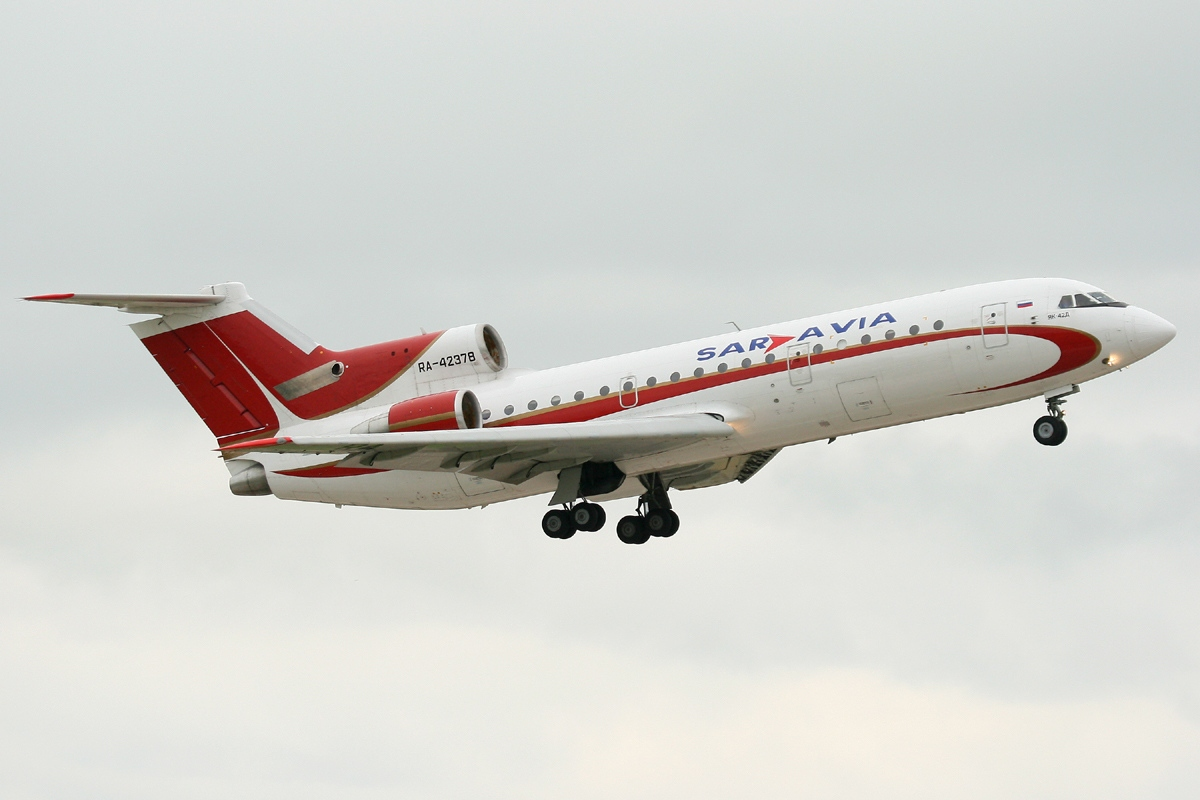
Former Saravia Yakovlev Yak-42D

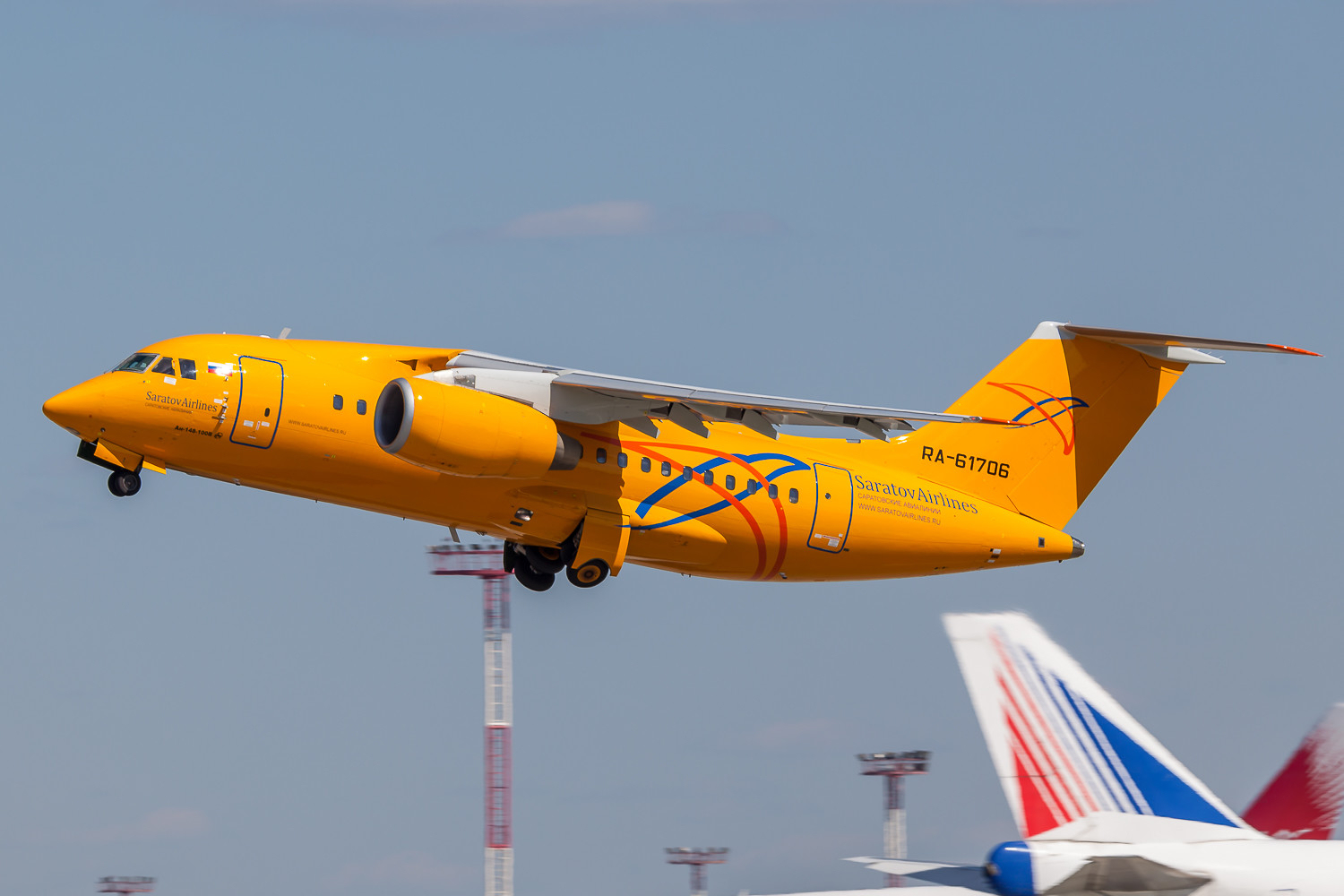
Saratov Airlines Antonov An-148

Saravia (Saratov Airlines Joint Stock Company) (del ruso: Саратовские авиалинии o Саравиа) fue una aerolínea con base en Sarátov, Rusia. Operó vuelos chárter y regulares a escala doméstica e internacional en Europa y Asia. Su base principal fue el Aeropuerto Central de Sarátov (RTW).
La compañía dejó de operar el 30 de mayo de 2018 después de que la autoridad de aviación rusa se negara a renovar su certificado operativo, tras el accidente del Vuelo 703 de Saratov Airlines.

## Historia
Saratov Airlines fue fundada en 1931. Se llamaba "Saratov United Air Squad" y formaba parte de Aeroflot. La aerolínea ha recibido tres veces el prestigioso premio, "Krylia Rossii" (alas rusas). Hasta 2013 funcionó como Saravia (ruso: Саравиа).
En diciembre de 2013, Saratov Airlines se convirtió en el primer operador ruso de Embraer E-Jets, con la llegada de dos aviones Embraer 195 de 114 asientos.
El 14 de octubre de 2015, las autoridades de aviación rusas sancionaron a Saratov Airlines después de una violación de las normas de seguridad. Por lo tanto, la aerolínea ya no puede operar vuelos a destinos fuera de Rusia desde el 26 de octubre de 2015. Sin embargo, en mayo de 2016, la aerolínea reanudó los servicios de vuelos chárter internacionales.
El 11 de febrero de 2018 el Vuelo 703 de Saratov Airlines se estrelló matando a los 71 ocupantes del avión. Este hecho, sumado a todos los problemas anteriores, le han costado la renovación de su certificado de operación, lo que a su vez provocó la desaparición de la aerolínea el 30 de mayo de 2018.

## Flota
Hasta su desaparición, la flota de Saravia estuvo compuesta por las siguientes aeronaves: